# Phyllomimus nodulosus
Phyllomimus nodulosus är en insektsart som beskrevs av Bolívar, I. 1900. Phyllomimus nodulosus ingår i släktet Phyllomimus och familjen vårtbitare. Inga underarter finns listade i Catalogue of Life.